# Milan Dular
Milan Dular, slovenski kemik, ekolog, hidrolog * 4. marec 1929, Ljubljana, † 3. november 2021.

## Življenje in delo
Iz kemije je diplomiral 1951 na Filozofski fakulteti v Ljubljani ter 1955 na Tehniški fakulteti v Ljubljani in prav tam 1962 tudi doktoriral. Od 1962 je bil docent, od 1972 izredni profesor in od 1978 redni profesor za ekološko tehnologijo na Fakulteti za naravoslovje in tehnologijo v Ljubljani. Od 1971 je bil tudi ustanovni vodja oddelka za kemijo, biologijo in tehnologijo vod na Kemijskem inštitutu Boris Kidrič v Ljubljani. V raziskovalnem delu se je posvetil raziskavam površinskih, tehnoloških in odpadnih vod ter postopkom za njihovo očiščenje. Sam ali v soavtorstvu s sodelavci je objavil nad 40 razprav v domači in tuji strokovni literaturi in izdelal nad 40 ekspertiz z oceno ekoloških obremenitev zaradi načrtovanih gospodarskih naložb.